# Hans Christian Genelli

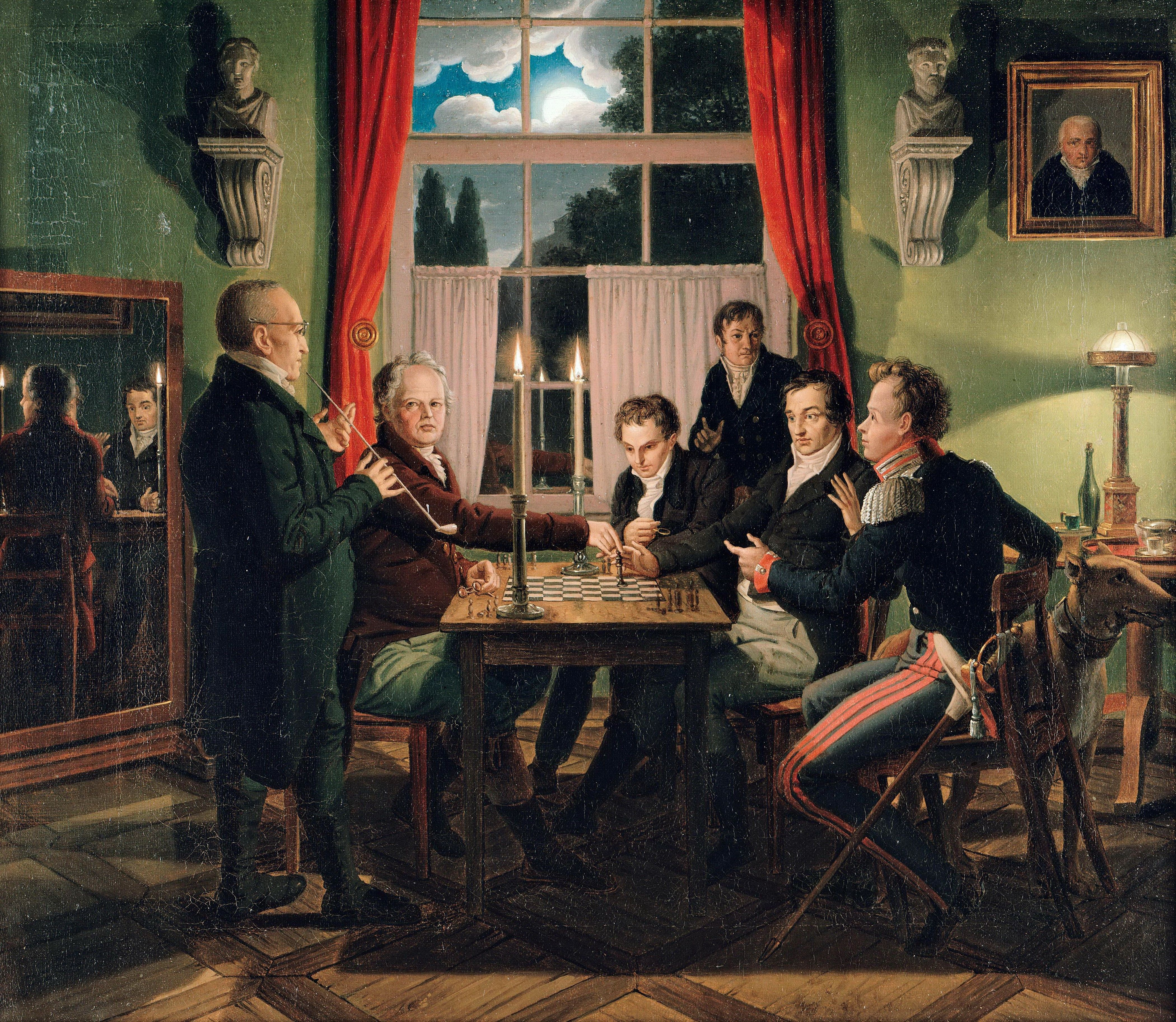
Hans Christian Genelli (ganz links) auf einem Bild von Johann Erdmann Hummel

Hans Christian Genelli (* 5. oder 23. April 1763 in Kopenhagen; † 30. Dezember 1823 in Alt Madlitz bei Fürstenwalde) war ein deutscher Architekt und wurde durch Selbststudium ein anerkannter Gelehrter vor allem auf dem Gebiet der Altertumskunde. Er unterhielt vielfältige Kontakte zu Persönlichkeiten des Berliner Kultur- und Geisteslebens um 1800.

## Herkunft und Ausbildung
Genelli stammte aus einer ursprünglich römischen, um 1730 nach Kopenhagen ausgewanderten Künstlerfamilie. Sein Vater Joseph arbeitete als Seidensticker, Zeichner und Maler, seine Brüder Janus (1761–1813) und Friedrich (* 1765) wurden Landschaftsmaler bzw. Kupferstecher. 1767 zog die Familie nach Wien, der Vater stand dort im Dienst der Kaiserin Maria Theresia und war Mitglied der Akademie; 1774 wurde er durch König Friedrich II. (Friedrich den Großen) nach Preußen berufen, er lebte als geschätzter Künstler und Ehrenmitglied der Akademie der Künste in Berlin und starb dort 1792.
Schon in Kindheit und früher Jugend erhielten Hans Christian Genelli und seine Brüder künstlerische Anregungen im Berliner Atelier ihres Vaters, jedoch keine geregelte schulische Ausbildung. Später klagte Genelli darüber, dass er seine Kenntnisse in Geschichte, Philosophie, Archäologie, Kunst- und Kulturgeschichte und in Fremdsprachen mühsam als Autodidakt erwerben musste. Als inzwischen fachlich respektierter Kenner des Altertums und Autor wissenschaftlicher Werke beschrieb er noch 1818 in einem Brief, „...wie ich gerüstet bin: Ohne allen Schulunterricht, also ohne systematische Ordnung in den wenigen Kenntnissen, die ich wie ein Zigeuner oder Hausirer gleichsam auf der Landstraße verstohlenerweise habe aufraffen müssen, unbekümmert, welchen Zusammenhang sie in meinem Kopfe gewinnen möchten.“

## Künstlerische Aktivität

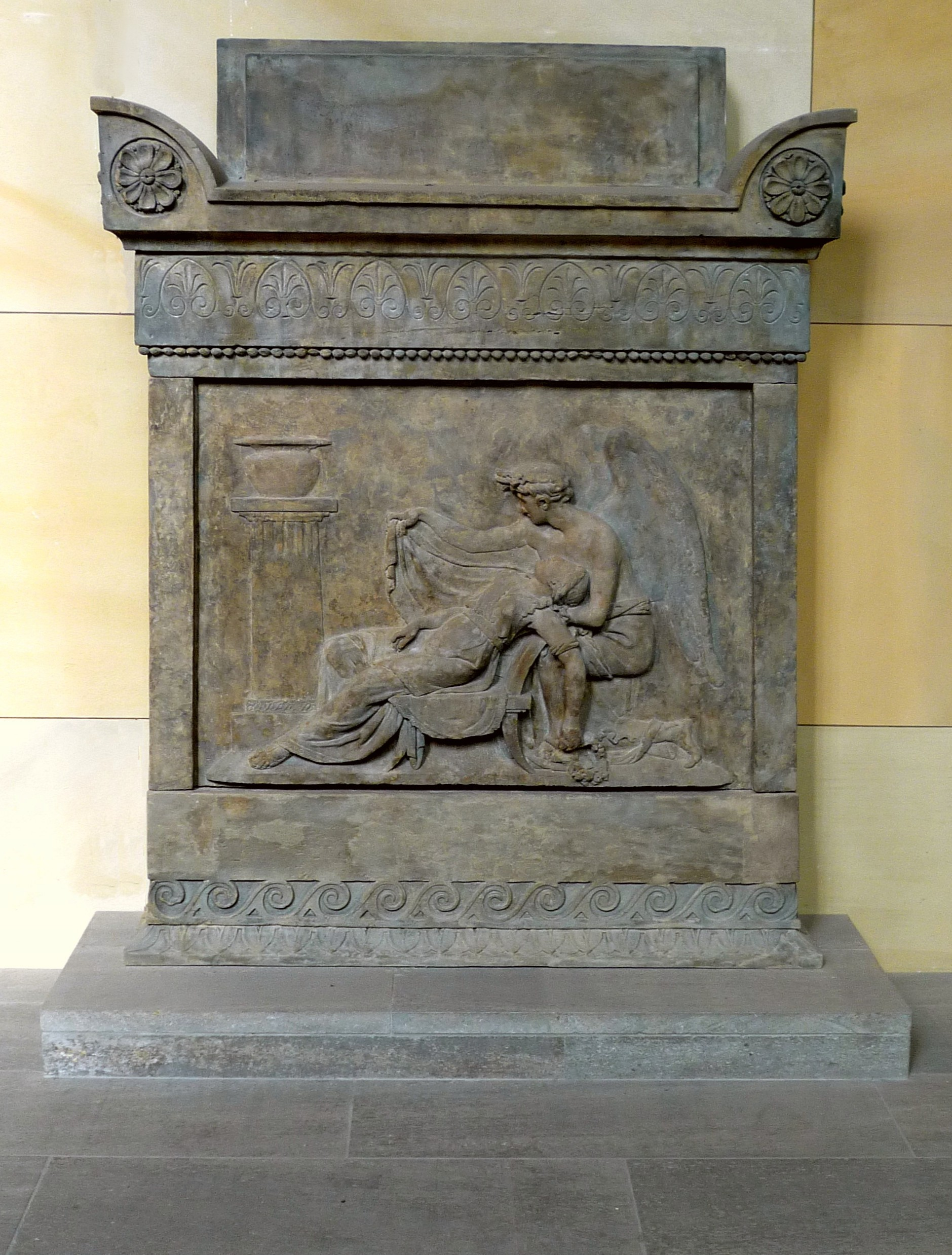
Kenotaph für Julie von Voß

Zusammen mit seinen Brüdern reiste Genelli 1785 nach Rom, wo er während eines fünfjährigen Aufenthaltes die Kunst der Antike und die Werke Raffaels studierte. Gemeinsam mit Gottfried Schadow schickte er 1786 einen Entwurf für das geplante Denkmal Friedrichs des Großen in die Heimat. 1791 bekam er eine Anstellung an der Königlichen Porzellanmanufaktur in Berlin. Nach seinen Zeichnungen wurden dort Tafelaufsätze wie „Die Jahreszeiten“, „Zephyr und Psyche“ oder „Olympos“ hergestellt und zum Teil auch in der Akademie der Künste ausgestellt, deren Mitglied Genelli seit 1795 war. Mit dem klassizistischen Maler Asmus Carstens (1754–1798) war er eng befreundet, er vermittelte ihm die eigenen, in Rom erworbenen Vorstellungen von der Klarheit und Einfachheit der Antike. Als Carstens 1791 am Wettbewerb für das Denkmal Friedrichs des Großen teilnahm, entwarf Genelli für ihn den Sockel. Auch entwickelte er für Carstens das Bildprogramm für einen Raum im Hause des Ministers und zeitweiligen Kurators der Preußischen Akademie der Künste Friedrich Anton von Heynitz (1725–1802). Nach Genellis Entwurf entstand ein Kenotaph aus Sandstein für die Gräfin Julie von Voß (1766–1789); es wird heute im Schinkel-Museum in der Friedrichswerderschen Kirche in Berlin gezeigt. Um 1800 entwarf er für Wilhelm von Burgsdorff, der wie Genelli selbst den Salon von Rahel Levin besuchte, das streng klassizistische Schloss Ziebingen, das nach Kriegsbeschädigungen im Jahr 1945 verfiel und 1973 abbrannte.

## Wissenschaftliche Arbeit

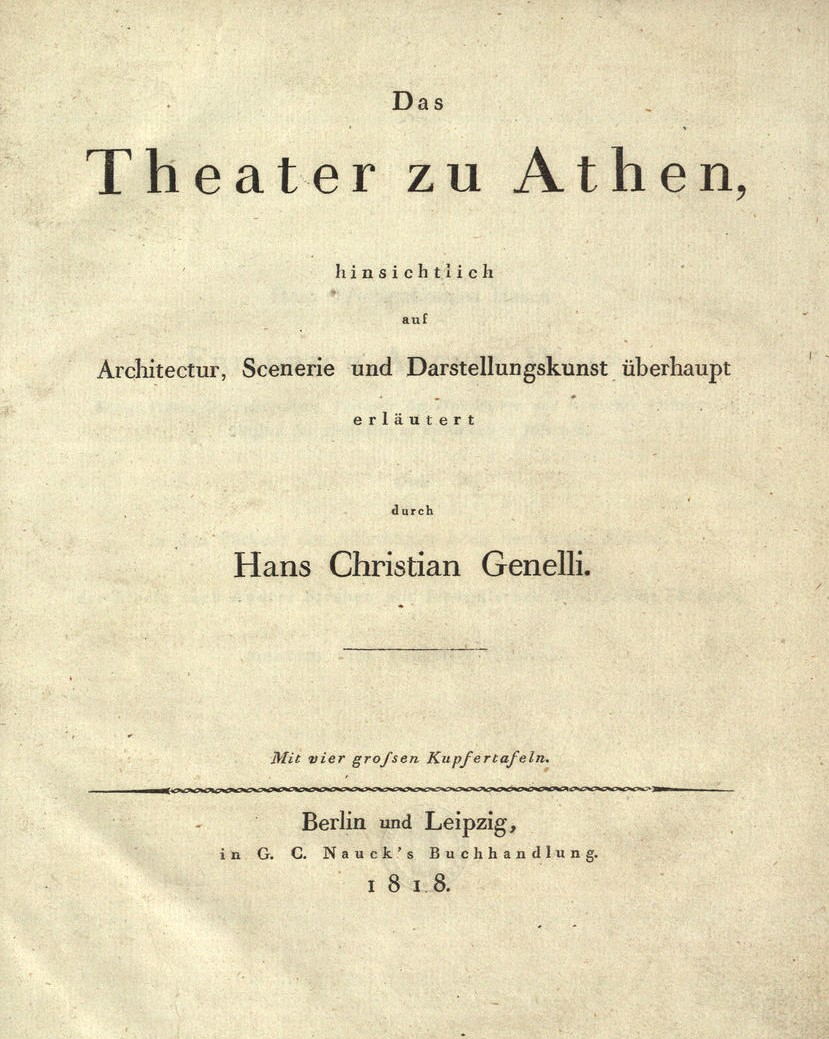
Titelseite Das Theater zu Athen

Insgesamt war Genelli weniger schöpferisch tätig als theoretisch interessiert und aktiv. Als „passiv genial“ bezeichnete er sich in einem Brief an Rahel Levin. Er förderte maßgeblich die künstlerische Entwicklung seines Neffen Bonaventura Genelli, des Sohnes seines Bruders Janus. Seit etwa 1800 konzentrierte Genelli sich ganz auf seine wissenschaftliche Arbeit, Schwerpunkt war die Altertumskunde. Er publizierte unter anderem eine Rekonstruktion des Mausoleums von Halikarnassos – eines der sieben antiken Weltwunder –,  einen Kommentar zu Schriften des römischen Architekturtheoretikers Vitruv und eine Untersuchung über die verschiedenen Aspekte des klassischen Theaters in Athen. Der Archäologe Aloys Hirt (1759–1837) sagte ihm gelegentlich ein Übermaß an Phantasie nach. Als Kunstschriftsteller veröffentlichte Genelli neben anderem die Schrift „Idee einer Akademie der Bildenden Künste“.
In Berlin war er häufig Gast im literarischen Salon von Rahel Levin, mit der er jahrelang befreundet war. Nach 1800 lebte und arbeitete er als Wissenschaftler in Alt Madlitz, einem Besitz des Grafen Karl von Finckenstein. Der hohe preußische Beamte war ein enger Vertrauter von Rahel Levin. Nach seinem unfreiwilligen Abschied aus dem Staatsdienst – in Zusammenhang mit dem Müller-Arnold-Fall, einem spektakulären Rechtsstreit aus der Regierungszeit Friedrichs des Großen – widmete Finckenstein sich seinen Interessen in Kunst und Wissenschaft und wirkte als Mäzen für Wissenschaftler und Künstler. Hans Christian Genelli starb in Alt-Madlitz im Alter von 60 Jahren.

## Schriften
- Exegetische Briefe über des Marcus Vitruvius Pollio Baukunst. An August Rode. Braunschweig 1801, 1804 doi:10.3931/e-rara-19467.
- Das Theater zu Athen: hinsichtlich auf Architectur, Scenerie und Darstellungskunst ueberhaupt erläutert. Berlin und Leipzig 1818 Digitalisat, UB Heidelberg.